# Jucha squalea
Jucha squalea è un rettile estinto, appartenente ai plesiosauri. Visse nel Cretacico inferiore (Hauteriviano, circa 130 milioni di anni fa) e i suoi resti fossili sono stati ritrovati in Russia. Era uno dei più basali e antichi elasmosauri definitivi conosciuti. Potrebbe essere stato il più antico in assoluto se si considera che Alexeyisaurus del Triassico superiore non era un elasmosauro.

## Scoperta e Classificazione
Jucha squalea è stato descritto per la prima volta nel 2020, ed è considerato il più antico e arcaico rappresentante degli elasmosauridi, una famiglia di plesiosauri caratterizzata dall'estremo allungamento del collo. Il suo olotipo, conservato al Museo Pleontologico di Undorov, è stato scoperto nel 2007 in uno strato della Formazione Klimovka nelle vicinanze del villaggio di Slancevy Rudnik vicino a Ul'janovsk, nella Russia europea. Esso è composto da 17 vertebre cervicali, 9 vertebre dorsali e una spina neurale isolata, quattro vertebre caudali e parti degli arti anteriori e posteriori.
L'olotipo è stato conservato in una crosta minerale composta principalmente da pirite, da cui l'epiteto squalea (Il genere prende il nome da Jucha, una creatura della demonologia turca che ha le sembianze di una ragazza con la pelle di serpente e che può trasformarsi in un drago, e quando si prende cura dei suoi capelli può staccarsi la testa - per questo motivo la mancanza del cranio ha giocato un ruolo nell'etimologia del nome del genere).

## Descrizione
Si suppone che da adulto, Jucha potesse raggiungere i 5 metri di lunghezza. Come molti plesiosauri, anche Jucha era dotato di un collo molto allungato e di un corpo appiattito. La morfologia delle vertebre cervicali indica che in Jucha vi era già un primo tentativo di allungamento dei centri vertebrali, che si realizzerà pienamente negli elasmosauridi successivi. Jucha è chiaramente un elasmosauride, a causa della classica finestra intercoracoide a forma di cuore e la barra pettorale mediana.